# John W. Henry
John William Henry II, né le 20 septembre 1949 est un homme d'affaires et milliardaire américain. Il est le fondateur de la société de gestion d'investissement John W. Henry & Company et le principal propriétaire du Liverpool Football Club, des Red Sox de Boston, des Penguins de Pittsburgh, du Boston Globe et copropriétaire de RFK Racing.

## Biographie
John Henry est né le 20 septembre 1949 dans l'Illinois, aux États-Unis de parents cultivateurs. Il grandit entre les états de l'Arkansas, l'Illinois, puis de la Californie.
Après des études de philosophie qui n'aboutissent à aucun diplôme à l'université de Californie à Los Angeles, il se mit à faire des contrats à terme sur le soja et le maïs.
En 1981, il fonda la John W. Henry & Company.

## Investissements dans le sport
John W. Henry est propriétaire de nombreux clubs sportifs à travers le monde.

### Red Sox de Boston
En 2001, Henry s'est associé à Tom Werner, à la New York Times Company et à d'autres investisseurs pour fonder New England Sports Ventures (NESV), pour racheter les Red Sox de Boston.
Il fait annuler la destruction de l'enceinte historique du club de baseball, le Fenway Park et renomme la New England Sports Ventures en Fenway Sports Group.
Il briseras la « malédiction du Bambino » en gagnant les 2004 World Series, une première pour le club depuis 86 ans.

### Liverpool Football Club
Après avoir échoué en 2009 à racheter l'Olympique de Marseille, il achète le club de football de Liverpool, reprenant le club de propriétaires impopulaires et endettés.

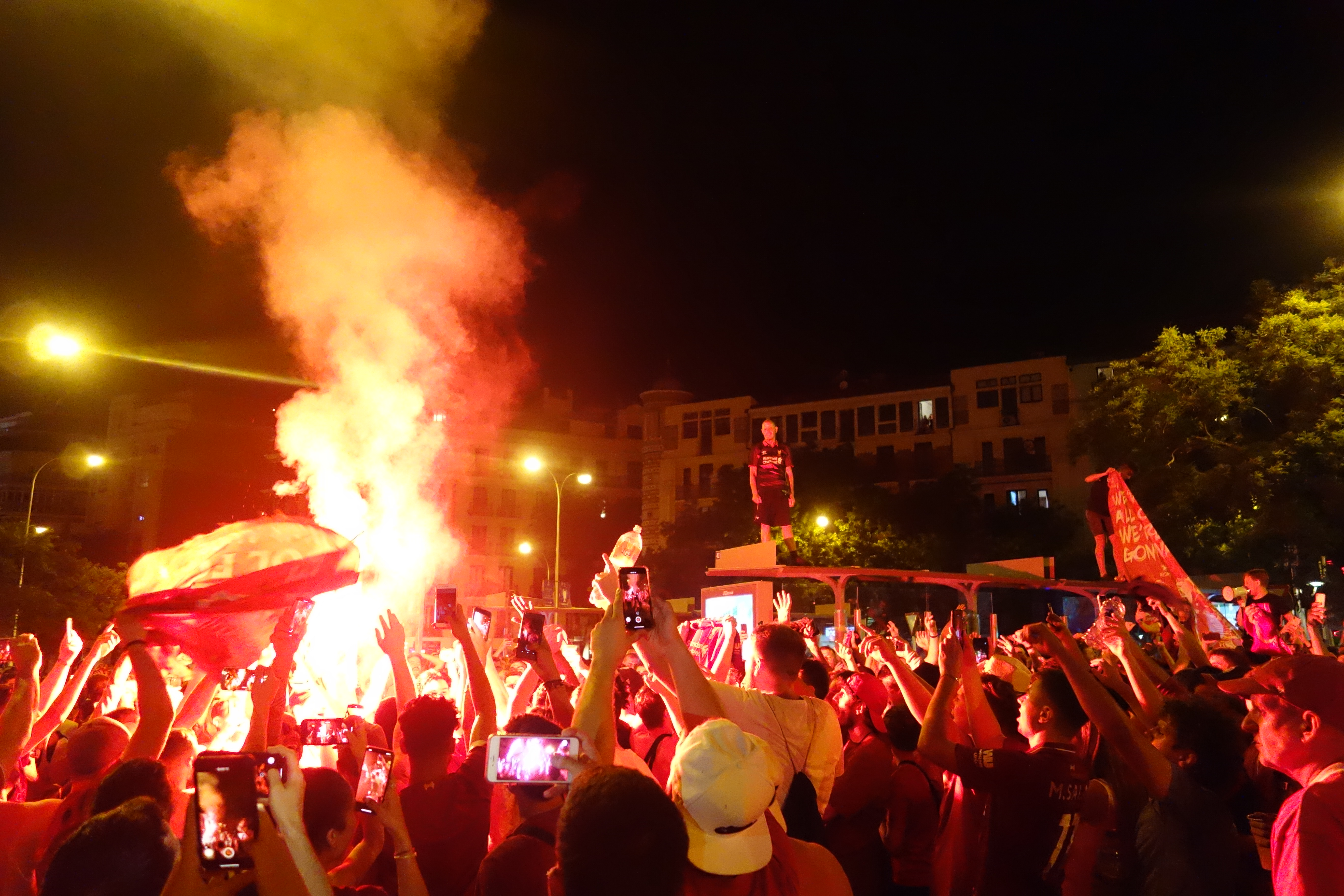
Supporters de Liverpool célébrant la victoire lors de la ligue des champions 2018-2019.

En 2018, Liverpool a atteint la finale de la Ligue des champions pour la première fois en 11 ans, compétition qu'ils remportent en 2019, en battant Tottenham sur le score de 2-0. Cette même année, ils finissent deuxième en championnat à 1 point de Manchester City, championnat qu'ils remportent en 2020, le premier titre de champion de Liverpool en 30 ans, et le premier depuis la création de la Premier League.
En 2021, il est un des principaux contributeurs du projet de Super League, en occupant le poste de vice président, tout comme Andrea Agnelli, Joel Glazer et Stan Kroenke. Projet pour lequel il va se désolidariser, après de nombreuses protestations de supporters mécontents.

## Vie privée
Il est marié depuis 2009 avec Linda Pizzuti Henry. Il possède une fortune estimée par Forbes s'élevant à 5,5 milliards de dollars.